# Кеген
Кеген (каз. Кеген) — село в Алматинской области Казахстана. Административный центр одноимённого района с 2018 года. Административный центр Кегенского сельского округа. Код КАТО — 195830100.
Население — 8,5 тыс. человек. Среди образовательных учреждений села Кеген имеется — детский сад, начальные и средние школы.
Расположено на высоте около двух тысяч метров над уровнем моря в 281 км от областного центра Конаев. Кеген выгодно расположено на автодороге Алма-Ата — Кеген — Нарынкол.
В 1933—1943 и 1963—1997 годах и со 2.04.2018 года Кеген – центр Кегенского района.

## Население
В 1999 году население села составляло 8078 человек (3908 мужчин и 4170 женщин). По данным переписи 2009 года, в селе проживало 9049 человек (4379 мужчин и 4670 женщин).
На начало 2019 года население села составляло 5917 человек (3022 мужчины и 2895 женщин).

## Расстояние до населённых пунктов
Казахстан Туменбай 2 км
 Казахстан Темирлик 12 км
 Казахстан Каркара 14 км
 Казахстан Туюк 17 км

## История
В период коллективизации в селе базировался колхоз «Кумтекей». С 1963 по 1997 год в селе находилась центральная усадьба овцесовхоза «Кызылту».

## Известные уроженцы
- Обаев, Есмухан Несипбаевич (род. 1941) — казахский и советский театральный режиссёр-постановщик, государственный деятель, педагог, профессор, доктор искусствоведения, ректор Алматинского театрально-художественного института им. Т. Жургенова. Заслуженный деятель искусств Казахской ССР. Народный артист Казахской ССР.
- Нуркадилов Заманбек  Калабевич (15 января 1944, с. Кеген, Алматинская область, Казахская ССР — 12 ноября 2005, Алма-Ата)- известный политический и государственный деятель
- Сыдыков Серик Сламжанович (6 октября 1962), с. Кеген, Алматинская область, Казахская ССР, Алма-Ата)- государственный деятель.

## Памятники и музеи
Историко-краеведческий музей был открыт в 1987 году в историческом здании, где в 1933-34 годах жил секретарь Кегенского района Ораз Жандосов. В 2011 году музей был переименован в Райымбекский районный историко-краеведческий музей.